# Andrade (futebolista)
João Henrique Andrade do Amaral, mais conhecido como Andrade (São Paulo, 13 de outubro de 1981) é um ex-futebolista brasileiro que atuava como volante.

## Carreira
Foi criado em Ipatinga (MG) e começou sua carreira na escola de futebol Aciaria, logo foi transferido para o Mirassol de São Paulo, e em seguida para as categorias de base do Santos. Após dois anos no clube santista, Andrade teve uma curta passagem pelo CF América do México. Depois, foi vendido ao Santa Cruz de Pernambuco onde foi vice-campeão da série B do Brasileirão, levando o time à primeira divisão.
Em 2006, foi vendido ao Vasco da Gama, onde fixou-se como um dos principais cobradores da falta da equipe, tendo marcado cinco gols dessa finalidade no Brasileiro. Por certo tempo, foi um dos melhores cobradores de falta do futebol brasileiro e se destaca, sobretudo pela potência e precisão nos chutes de média e longa distância.
No fim de 2006 o jogador recebeu uma proposta do Braga e transferiu-se a meio da temporada europeia para o clube português. Após seis meses a serviço do clube, Andrade foi dispensado e de imediato recebeu uma proposta para voltar ao Vasco da Gama. O jogador aceitou a proposta e assinou um contrato de dois anos. Entretanto, tendo participado em apenas 19 jogos desde o seu retorno, Andrade foi pouco aproveitado.
Em março de 2008, aceitou a proposta do Cádiz da Espanha e deixou o Brasil mais uma vez para jogar na Europa.
Em 2012, acerta com o Linense para o Paulistão.
No final de 2012, Andrade fecha com o Metropolitano para as disputas do Campeonato Catarinense do ano seguinte. Mas Andrade nem chegou a atuar pelo time e pediu dispensa, alegando problemas particulares.

## Títulos
Santos
- Campeonato Brasileiro: 2002

Santa Cruz
- Campeonato Pernambucano: 2005

Sport
- Campeonato Pernambucano: 2009

Coritiba
- Campeonato Paranaense: 2010
- Campeonato Brasileiro Série B: 2010[6]